# Kréta (időszak)
A kréta földtörténeti időszaka a mezozoikum idő harmadik, utolsó része, a fanerozoikum leghosszabb időszaka, amely a jura után következik. Mintegy 145 millió évvel (Ma) ezelőtt kezdődött, és 66 millió évvel ezelőtt ért véget, amikor a kainozoikum idő paleogén időszaka elkezdődött.
A kréta időszakban az éghajlat aránylag meleg, a tengerszint pedig magas volt. Az óceánokat és a tengereket mára kihalt tengeri hüllők, ammoniteszek és rudisták népesítették be (ekkor virágzott fel az Ancyloceratina ammoniteszrend), míg a szárazföldet a dinoszauruszok uralták. Ebben az időben jelentek meg az emlősök és a madarak új csoportjai, valamint a zárvatermők elterjedése is ekkor történt. A kréta közepe felé pusztultak ki az emlősszerűek közül a nem emlősök.
Az időszak kezdetét a modern tudomány a kőzetek korának meghatározásával állapította meg, és ez a módszer néhány millió évet tévedhet. A jura és a kréta között nem volt számottevő kihalás, a kréta végét viszont az egyik legnagyobb és, a dinoszauruszok kihalása miatt legismertebb tömeges pusztulás, a kréta–tercier kihalási esemény (K-T esemény) zárja le, amely során a pteroszauruszok és a tengeri hüllők is eltűntek. A kőzetekben ezt egy világszerte fellelhető, irídiumban gazdag réteg jelzi, amelyet a Yucatán-félszigetnél található Chicxulub-kráter keletkezésével hoznak összefüggésbe. Az egyik elmélet szerint egy kisbolygó Földnek ütközése lehet felelős a kihalásokért, míg más elméletek a fokozatos kihalást tartják valószínűnek.

## Geológia

### A kutatások története
A krétát külön időszakként először Jean d'Omalius d'Halloy belga geológus írta le, a Párizs-medencében lévő emelet felhasználásával, 1822-ben. Neve, amely a kréta jelentésű latin creta szóból ered, arra utal, hogy a kontinentális Európában és Nagy-Britanniában (beleértve Dover fehér szikláit is) nagy mennyiségben találtak ebből az időből származó (tengeri gerinctelenek vázának kalcium-karbonát lerakódásából, főleg kokkolitból álló) laza mészkövet, a krétát. Ugyanebből a szóból származik Kréta szigetének neve is.

### Tagolás
A krétát geokronológiailag kora kréta és késő kréta korokra bontották fel, ami a kőzetrétegtani felosztásban az alsó és felső kréta sorozatnak felel meg. A korábbi szakirodalom szerint a kréta három sorozatból áll: neocomi (alsó/kora kréta), galliai (középső kréta) és senoni (felső/késő kréta). A tizenegy emeletre való felosztás az európai rétegtanból származik, és jelenleg világszerte használatban van. A világ sok részén még más helyi felosztások is használatban vannak.
| Késő kréta          |                            |
| Maastrichti korszak | 72,1 ± 0,2 – 66,0 Ma       |
| Campaniai korszak   | 83,6 ± 0,2 – 72,1 ± 0,2 Ma |
| Santoni korszak     | 86,3 ± 0,5 – 83,6 ± 0,2 Ma |
| Coniaci korszak     | 89,8 ± 0,3 – 86,3 ± 0,5 Ma |
| Turoni korszak      | 93,9 – 89,8 ± 0,3 Ma       |
| Cenomani korszak    | 100,5 – 93,9 Ma            |
|                     |                            |
| Kora kréta          |                            |
| Albai korszak       | ~113,0 – 100,5 Ma          |
| Apti korszak        | ~125,0 – ~113,0 Ma         |
| Barremi korszak     | ~129,4 – ~125,0 Ma         |
| Hauterivi korszak   | ~132,6 – ~129,4 Ma         |
| Valangini korszak   | ~139,8 – ~132,6 Ma         |
| Berriasi korszak    | ~145,0 – ~139,8 Ma         |

Más, régebbi geológiai időszakokhoz hasonlóan a kréta kőzetpadjai jól azonosíthatók, de a rendszer tetejének és aljának kormeghatározása néhány millió évet illetően bizonytalan. Sem nagy kihalás, sem pedig evolúciós robbanás nem választja el a krétát a jurától. Azonban a rendszer teteje pontosan definiált a világszerte megtalálható, irídiumban gazdag réteg miatt, amit a Yucatán-félsziget és a Mexikói-öböl térségében található Chicxulub becsapódási kráterhez kapcsolnak. Ezt a réteget szilárdan 66 millió évesnek tartják.

### Formációk

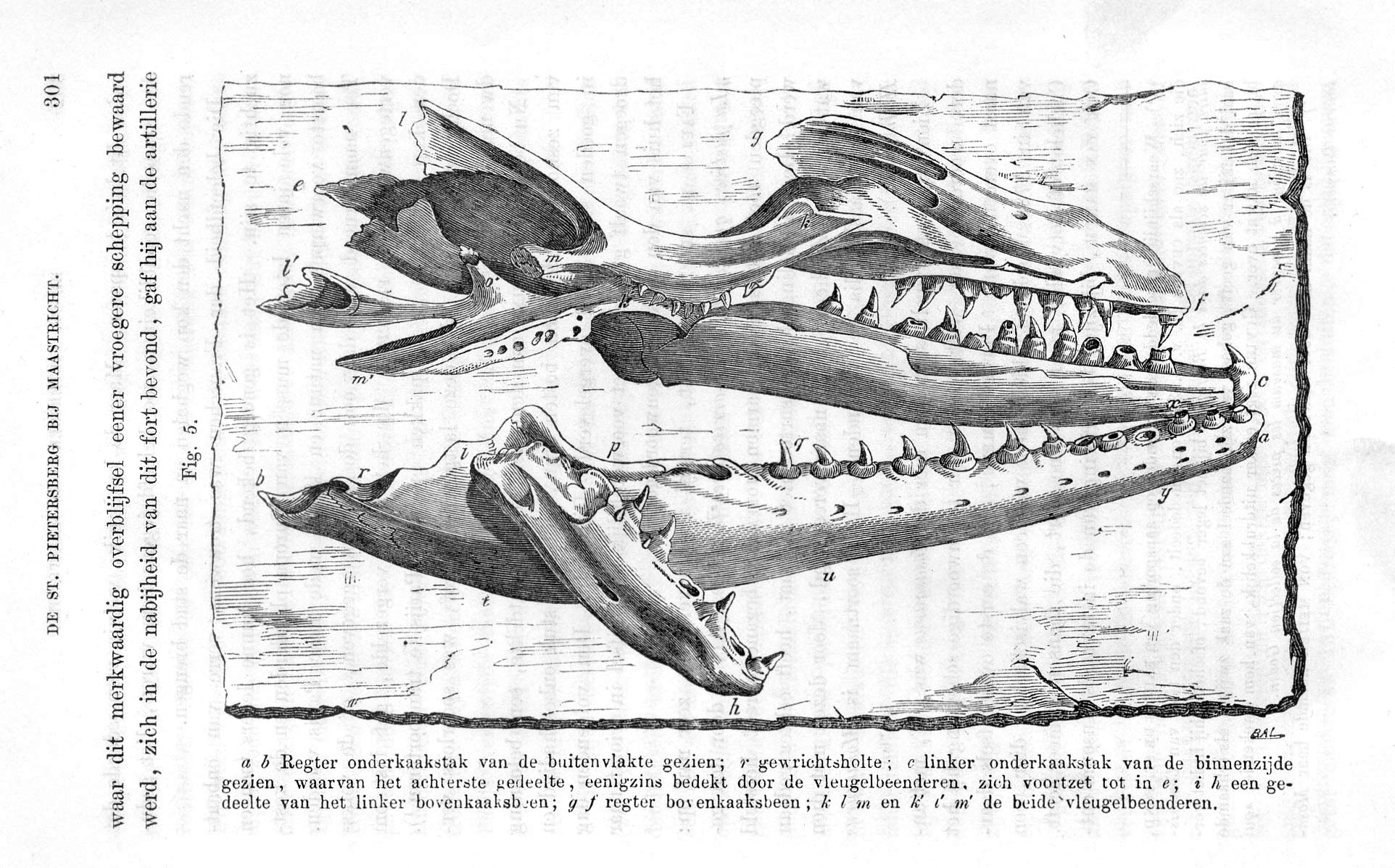
A holland geológus, Pieter Harting által Limburgnél talált maastrichti korszakbeli Mosasaurus hoffmanni fosszilizálódott állcsontjának rajza (1866-ból)

A kréta magas eusztatikus tengerszintje és meleg éghajlata annak következménye, hogy a kontinensek nagy részét meleg, sekély tengerek borították. A krétát az Európában ekkor keletkezett kiterjedt krétalerakódásokról nevezték el, de a világ számos pontján a kréta rendszer fő részét a tengeri mészkő képezi, egy olyan kőzetfajta, ami a meleg, sekély tenger alatt jött létre. A magas tengerszint miatt sok hely volt az üledékképződés számára, ezért vastag lerakódások alakultak ki. A rendszer aránylag fiatal kora és nagy vastagsága miatt világszerte sok a kibúvás.
A kréta jellegzetes, (de nem csak erre) az időszakra jellemző kőzetfajta. Kokkolitokból, a korabeli tengeri algák közé tartozó kokkolitofórák mikroszkopikus méretű kalcitvázaiból áll.
Északnyugat-Európában a késő kréta kori krétalerakódások az Anglia déli részén levő doveri fehér sziklákat alkotó Kréta-csoportra jellemzőek, de hasonló szirtek találhatók Észak-Franciaországban, Normandia partjainál is. A csoport megtalálható Angliában, Észak-Franciaországban, az alacsonyabban fekvő országokban, Észak-Németországban, Dániában, valamint az Északi-tenger felszíne alatt is. A kréta nehezen szilárdul meg, és a Kréta-csoport sok helyen még lazább üledéket tartalmaz. A csoport részét képezik más mészkövek és arenitek is. A bennük megőrződött fosszíliák között találhatók tengeri sünök, belemniteszek, ammoniteszek és olyan tengeri hüllők is, mint a Mosasaurus.
Dél-Európában a kréta időszak rendszerint tengeri rendszer, amibe kompetens mészkőrétegek vagy inkompetens márgarétegek tartoznak. Mivel az alpi orogenezis még nem ment végbe a kréta idején, lerakódások jöttek létre az európai kontinentális perem déli határán, a Tethys-óceán szélén.
A mély tengeri áramlatok stagnálása a kréta közepén oxigénszegénységet eredményezett a tengerben. Ekkoriban világszerte sok helyen sötét oxigénszegény pala jött létre. Ez a pala fontos anyakőzet a kőolaj és a földgáz kitermelésénél, például az Északi-tenger felszíne alatt.

## Ősföldrajz
A kréta idejére a késő paleozoikum és a kora mezozoikum során fennállt Pangea szuperkontinens már széttöredezett a mai kontinensekre, bár ezek még máshol helyezkedtek el, mint napjainkban. Ahogy az Atlanti-óceán szélesedett, a konvergens tektonikus lemezszegélyek mentén folytatódott a jura időszak alatt elkezdődött hegységképződés az amerikai Kordillerákban; a Nevadai orogenezist a Sevier és a többek között a Sziklás-hegységet is létrehozó Laramida orogenezis követte.
A kréta elején a Gondwana szuperkontinens még egyben volt, az időszak folyamán azonban ez is széttöredezett, a belőle létrejött Dél-Amerika, Antarktisz és Ausztrália elsodródott Afrikától (bár India és Madagaszkár ekkor még egybefüggött); így megkezdődött az Atlanti-óceán déli része és az Indiai-óceán kialakulása is. Ez az aktív tektonikai mozgás a lemezszegélyeknél nagy tengeralatti hegyláncokat hozott létre, ami megemelte a világóceán vízszintjét. Afrikától északra a Tethys-óceán szűkülni kezdett, de ugyanakkor nagy, sekély tengerek jelentek meg a mai észak-amerikai (a Nyugati Belső Víziút) és európai szárazföld belterületén, melyek az időszak végén visszahúzódtak, vastag szénrétegekkel váltakozó tengeri üledékrétegeket hagyva hátra. A kréta időszaki transzgresszió (tengerszintemelkedés) csúcsán a jelenlegi szárazföldi területek egyharmada víz alatt volt.
A kréta időszak az ekkor képződött kréta kőzetről híres; ekkor ugyanis több kréta jött létre, mint a fanerozoikum bármely más időszakában. Az óceánközepi lemezszegélyek mentén cirkuláló víz feldúsította az óceánban a kalciumot, ami kedvezett a kalcium-karbonát tartalmú kokkolit lemezeket képző kokkolitofóra organizmusoknak. A nagy területű karbonát és üledékes lerakódások miatt vált a kréta kőzetrekordja annyira finommá.
A híres észak-amerikai kréta időszaki geológiai formációk közé tartozik a tengeri fosszíliákban gazdag kansasi Smoky Hill Chalk-tagozat, valamint a szárazföldi fosszíliákat őrző késő kréta kori Hell Creek formáció. További fontos kréta időszaki kibúvások találhatók Európában (például a Weald) és Kínában (Yixian-formáció (Jihszien-formáció)). A mai India területén, a kréta legvégén és a paleocén elején jött létre a Dekkán-trapp hatalmas bazalt tömbje. (Az ezt létrehozó erős vulkáni tevékenységnek egyes elméletek szerint köze lehetett a dinoszauruszok kipusztulásához.)

## Éghajlat

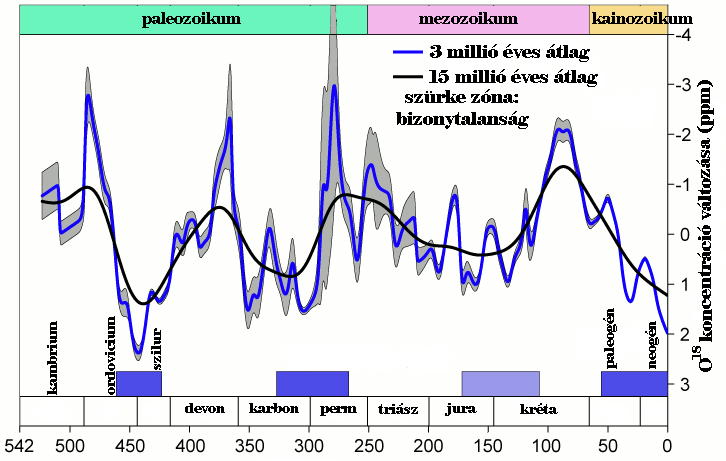
Éghajlatdiagram az utóbbi félmilliárd évről

A berriasi korszakot ugyanolyan lehűlés jellemezte, mint a jura időszak utolsó korszakát. Létezik bizonyíték arra, hogy a magasabb szélességi körökön a hóesés gyakori lehetett, a trópusok pedig a triászt és a jurát követően egyre nedvesebbé váltak. Az eljegesedés a magasabb szélességi körök hegységeiben az alpesi gleccserekre korlátozódott, míg az évszakonkénti havazás jóval délebbre is előfordult.
A valangini korszakban a hőmérséklet ismét emelkedni kezdett, és a körülmények az időszak végéig nagyjából változatlanok maradtak. Ennek oka a nagy mennyiségű szén-dioxidot termelő erős vulkáni tevékenység volt. A kiszélesedő óceánközepi lemezszegélyeken keresztül felhalmozódó köpenydiapír tovább növelte a tengerszintet, ezért nagy szárazföldi területek kerültek sekély tenger alá. A trópusi óceánokat keletről és nyugatról összekötő Tethys-óceán szintén segített a globális éghajlati felmelegedésben. A meleghez alkalmazkodott növények fosszíliái olyan északi területeken is előkerültek, mint Alaszka és Grönland, míg a dinoszauruszok maradványai a déli sarktól 15 fokra is megtalálhatók.
Az egyenlítőtől a sarkok felé a nagyon enyhe hőmérsékleti gradiens gyenge globális szeleket jelez, melyek kis mértékű feláramlást és a mainál mozdulatlanabb óceánokat eredményeztek. Ezt bizonyítják a nagy kiterjedésű feketepala lerakódások és a gyakori oxigénszegény környezetek. Az üledék belseje azt mutatja, hogy a trópusi tenger felszíni hőmérséklete 42 °C-os, azaz a jelenleginél 17 °C-kal magasabb lehetett, és hogy az átlagos hőmérsékletük 37 °C volt. Emellett a mély óceáni hőmérséklet 15–20 °C-kal haladta meg a mai értéket.

## Élővilág

### Növények

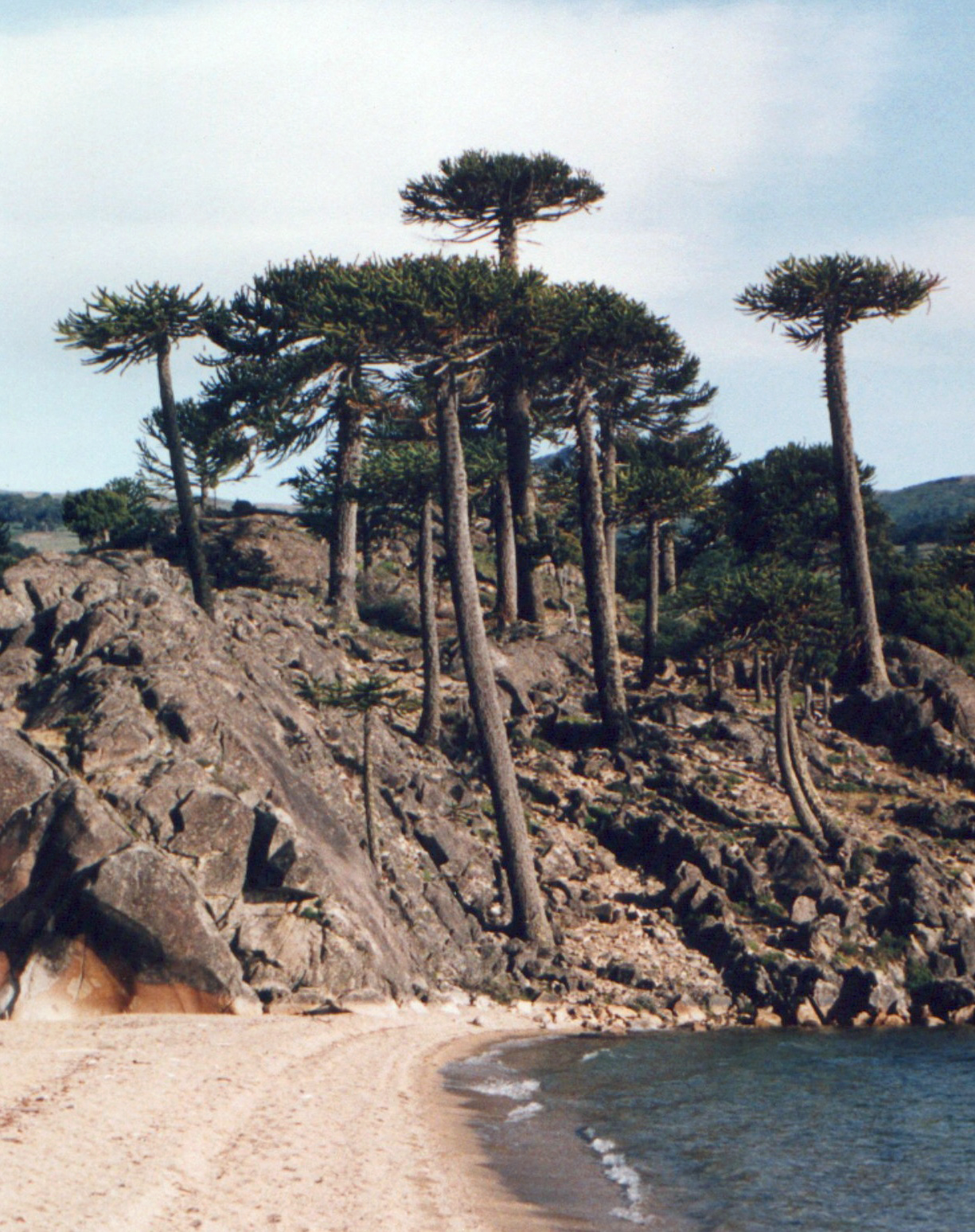
Chilei araukáriák az argentin Andokban

A virágos növények (zárvatermők) ebben az időszakban terjedtek el, bár az utolsó előtti, campaniai korszakot megelőzően nem váltak dominánssá. Az evolúciójukat segítette a méhek megjelenése; a zárvatermők és a rovarok fejlődése jó példa a koevolúcióra. A lombos fák, például a fügefák, a platánfélék és a liliomfafélék első képviselőinek megjelenése a kréta időszakra esett. Ekkor a valamivel korábbi, mezozoikumi nyitvatermők, mint például a tűlevelűek továbbra is elterjedtek voltak; a chilei araukária fák és a további tűlevelűek bőséges számban és nagy területen fennmaradtak, de más zárvatermő taxonok, például a bennettitalesek kihaltak még az időszak vége előtt.[forrás?]

### Szárazföldi fauna

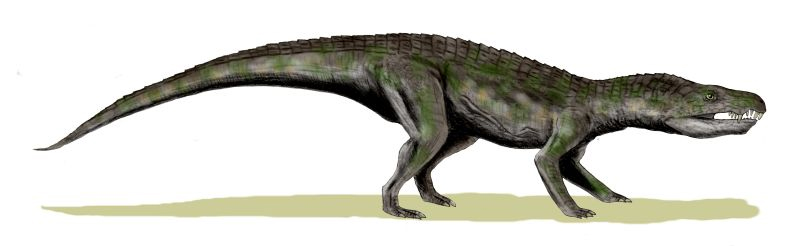
Baurusuchus salgadoensis, krokodilféle a késő krétából, Brazíliából

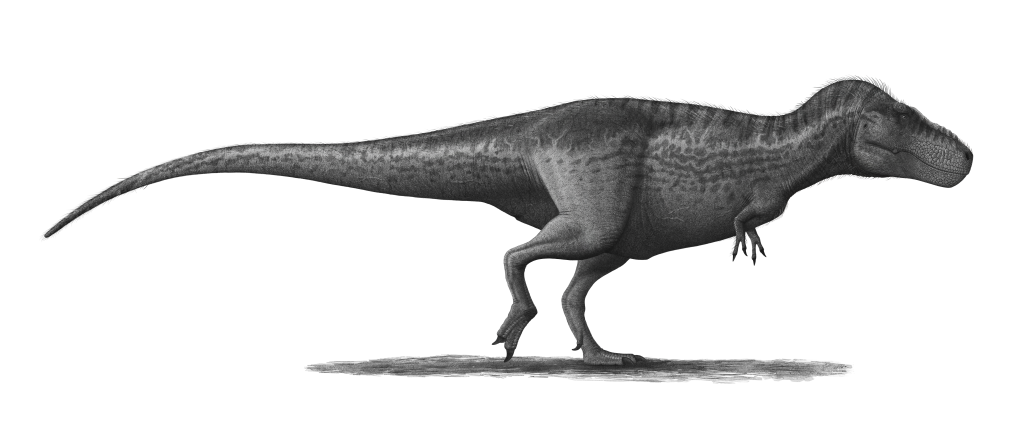
A Tyrannosaurus rex, minden idők egyik legnagyobb szárazföldi húsevője a késő kréta korban élt

Egy pterosaurus, a Coloborhynchus piscator

A szárazföldön az emlősök kicsik voltak és egyelőre a fauna aránylag kis részét képezték. A korai erszényesek a kora krétában fejlődtek ki, míg az igazi méhlepényesek a késő kréta idején jelentek meg. A faunát az archosaurus hüllők, főként a dinoszauruszok uralták, melyek sokféleségük csúcsán voltak. A pteroszauruszok a kréta elején és közepén még gyakran fordultak elő, de később szembe kellett nézniük a versenytársat jelentő madarak adaptív radiációjával, és a kréta végére már csak két családjuk maradt fenn.
A sokféle kisméretű dinoszauruszt, madarat és emlőst megőrző kínai Liaoning csúcslelőhely (Chaomidianzi-formáció), pillanatképet nyújt a kora kréta kori élővilágról. Az ott talált Maniraptora csoportba tartozó coelurosaurus dinoszauruszok, melyek átmenetet képviselnek a dinoszauruszok és a madarak között, szőrszerű tollakat viseltek.
A kréta időszakban sokféle új rovar jelent meg; felbukkantak az első hangyák és termeszek, a lepidopterák, a lepkék, a molyok és rokonaik csoportja, valamint a levéltetvek, a szöcskék és a gubacsdarazsak.

### Tengeri fauna

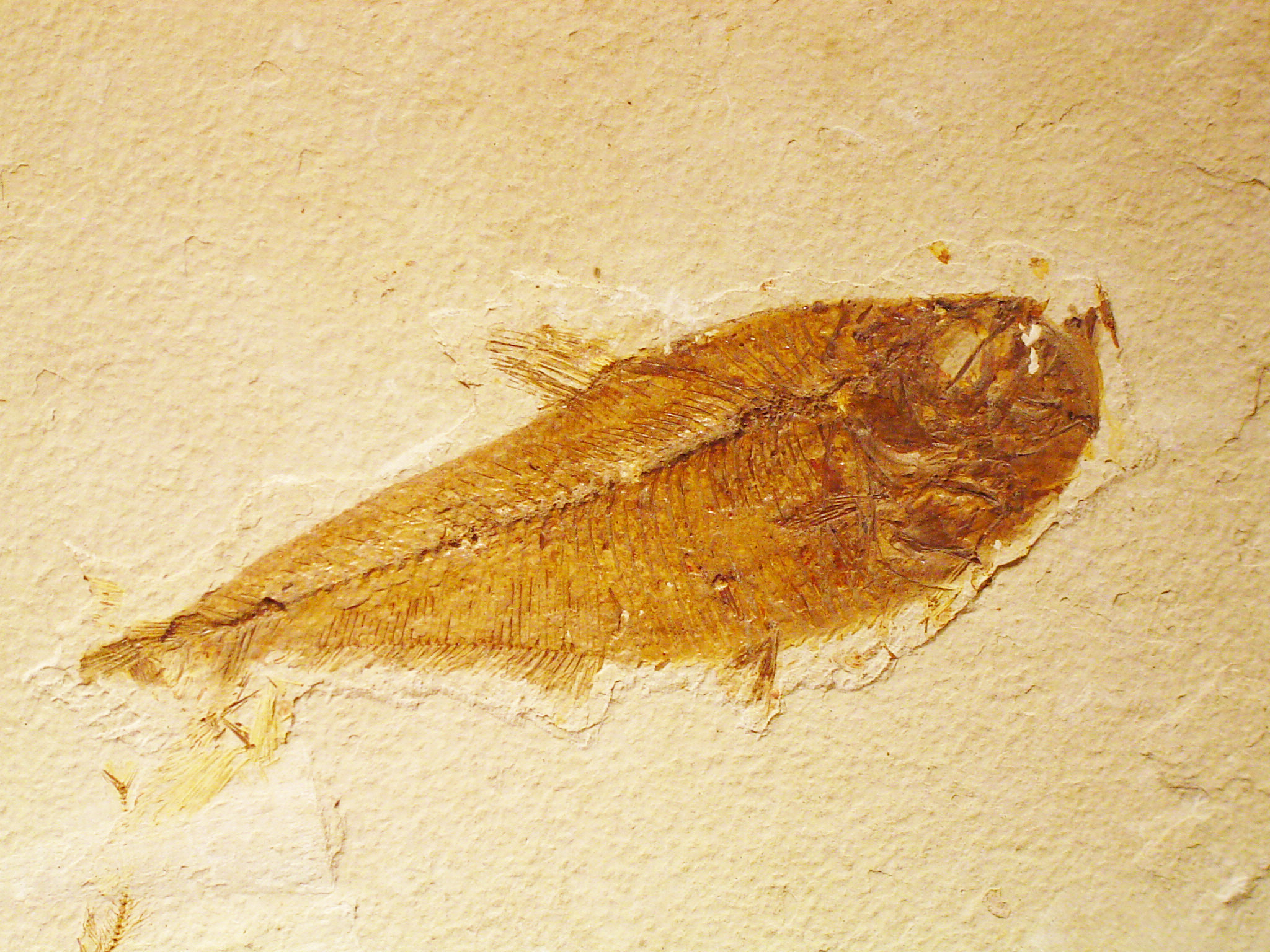
Kréta időszaki hal lenyomata egy dél-ontariói mészkőben

A tengerekben gyakorivá váltak a rájaszerűek, a modern cápák és a valódi csontoshalak (Teleostei). Az időszak elején és közepén élt tengeri hüllők közé tartozó ichthyoszauruszok a késő krétára már kihalófélben voltak, a plezioszauruszok azonban végig fennmaradtak és a kréta végére megjelentek a moszaszauruszok is.
A Baculites, egy egyenes héjú ammonitesznem virágzott a tengerekben, a zátonyépítő rudista kagylókkal együtt. A Hesperornithiformes csoportba tartozó röpképtelen tengeri búvármadarak a vöcsökfélékhez hasonlóan úsztak. A globotruncanida likacsosházúak és tüskésbőrűek, például a tengeri sünök és tengeri csillagok elszaporodtak. A kréta óceánjaiban került sor a (többnyire inkább szilíciumos, mint meszes) kovamoszatok elterjedésére; az édesvízi kovamoszatok a miocén előtt nem jelentek meg. A kréta fontos időszak volt a bioerózió, a kőzetekben kialakuló furatok és kaparások, a keményfelszín és a héjak fejlődésében.

### Kihalás

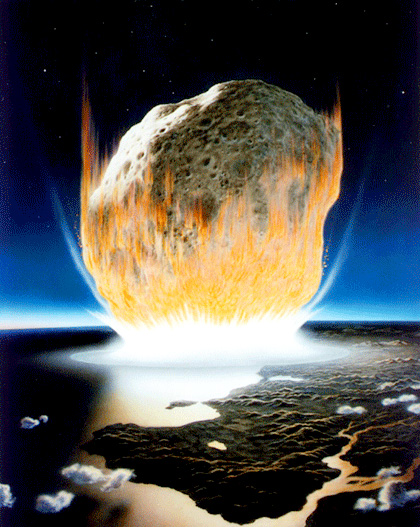
A K-T becsapódás, fantáziakép

A maastrichti korszak idején a K-T határnál bekövetkező események hatására a biodiverzitásban erősödő hanyatlás következett be. A biodiverzitás későbbi helyreállásához tekintélyes mennyiségű időre volt szükség, annak ellenére, hogy számos betöltésre váró ökológiai fülke állt rendelkezésre.
Habár a kihalási esemény egyszerűen ment végbe, jelentős eltérések voltak a kihalás mértékét illetően a különböző kládokban, illetve kládok között. Mivel atmoszferikus részecskék gátolták a napfényt, csökkentve a földfelszínre jutó napenergia mennyiségét, megkezdődött a fotoszintézistől függő fajok kihalása. A fotoszintetizáló szervezetek, beleértve a fitoplanktont és a szárazföldi növényeket, ugyanúgy a tápláléklánc alapját képezték a kréta időszakban, ahogy napjainkban is. Létezik bizonyíték arra vonatkozóan, hogy növényevő állatok haltak ki, mikor a táplálékaikként szolgáló növények megfogyatkoztak; ennek következményeként pedig a Tyrannosaurus rexhez hasonló csúcsragadozók is éhen vesztek.
A kokkolitofórák és a puhatestűek, beleértve az ammoniteszeket, rudistákat, édesvízi csigákat és kagylókat, valamint azokat a szervezeteket, amelyeknek a táplálékláncban szükségük volt ezekre a héjas állatokra, kihaltak vagy súlyos veszteségeket szenvedtek. Például az elmélet szerint az ammoniteszek a moszaszauruszok elsődleges táplálékai voltak – azoké az óriás tengeri hüllőké, amelyek a K-T határnál kihaltak.
A mindenevők, a rovarevők és a dögevők túlélték a kihalási eseményt, mivel feltehetően még növekedett is a rendelkezésükre álló élelem mennyisége. Úgy tűnik, hogy a kréta időszak végén nem voltak kizárólag növényevőként vagy húsevőként élő emlősök. Az emlősök a madarakkal együtt a túlélők közé tartoztak, mivel rovarokon, lárvákon, férgeken és csigákon éltek, melyek az elpusztult növények és állatok maradványaival táplálkoztak. A tudósok azt feltételezik, hogy azok a szervezetek túlélték a növényalapú táplálékláncok összeomlását, amelyek üledéket fogyasztottak.
A folyami életközösségekben kevés állatcsoport halt ki, mert kevésbé direkt módon függenek az élő növényektől, inkább a szárazföldről a vízbe mosódó üledékre van szükségük. Hasonló, de jóval összetettebb minta jellemzi az óceánokat. A kihalás jóval súlyosabban érintette a tengeri áramlatokban élt állatokat, mint a fenéklakókat, mivel az előbbiek szinte teljesen a fitoplanktonoktól függenek, míg az utóbbiak részben vagy teljesen az üledéken élnek.
Az esemény legnagyobb tüdővel lélegző túlélői a krokodilok és a champsosauridák voltak, melyek félig vízi életmódot folytattak, és így hozzáfértek az üledékhez. A modern krokodilok képesek dögevőként élni, illetve több hónapig fennmaradni élelem nélkül, kicsinyeik pedig aprók, lassan nőnek és nagyrészt gerinctelenekkel és elpusztult szervezetekkel, vagy azok foszlányaival táplálkoznak az életük első éveiben. Ezek a jellemzők vezethettek a krokodilok túléléséhez a kréta időszak végén.

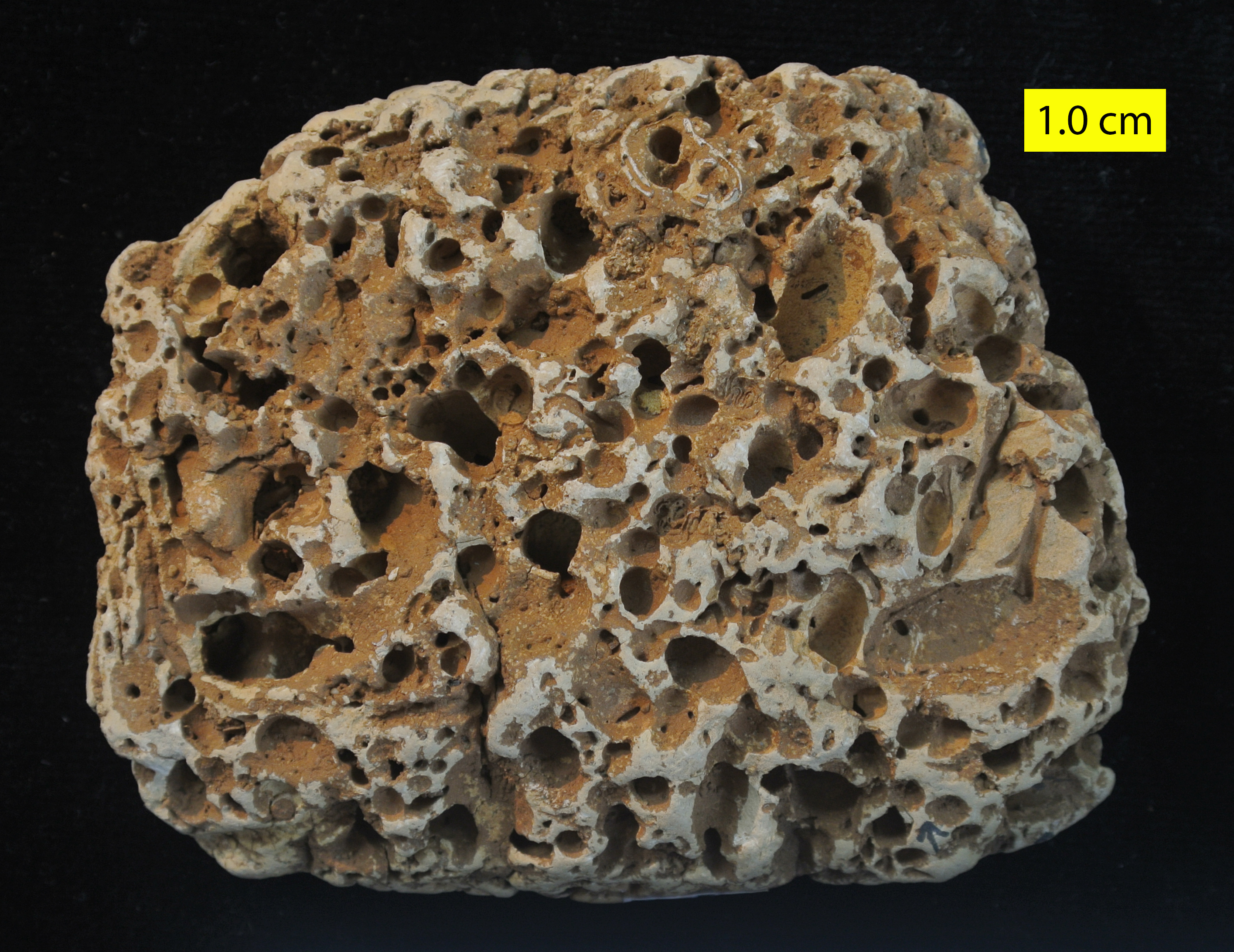
Fúrások egy kréta időszaki kavicsban, az angliai Faringdonban; kitűnő példák a bioerózióra
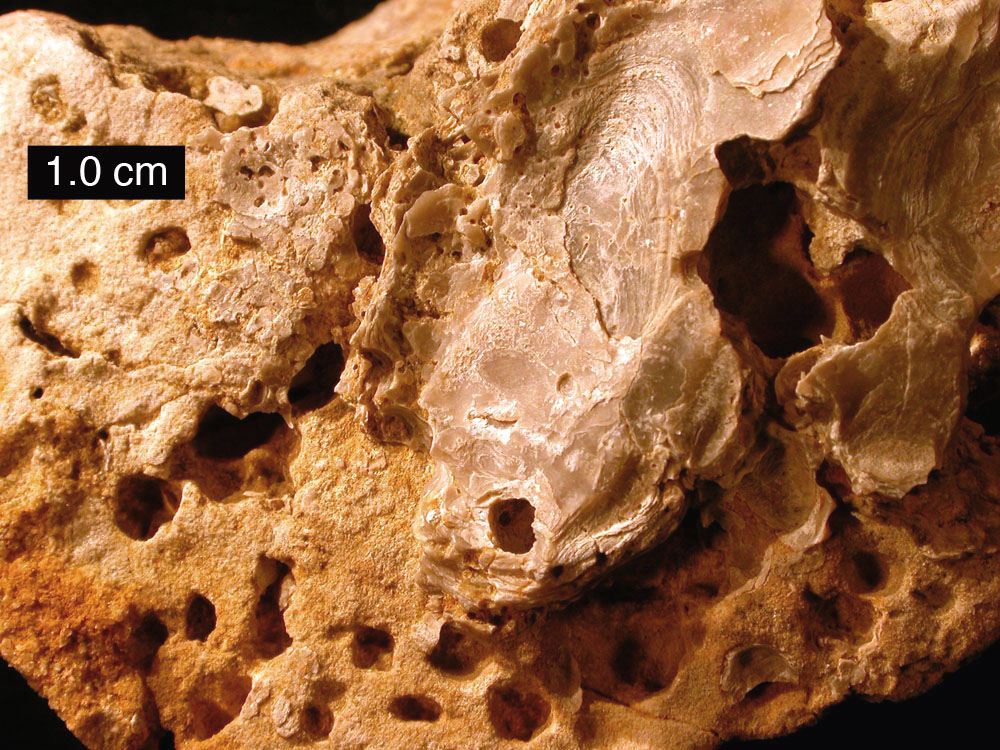
Osztrigákkal és fúrásokkal borított kréta időszaki keményfelszín Texasból. A skálabeosztás 1 centiméter
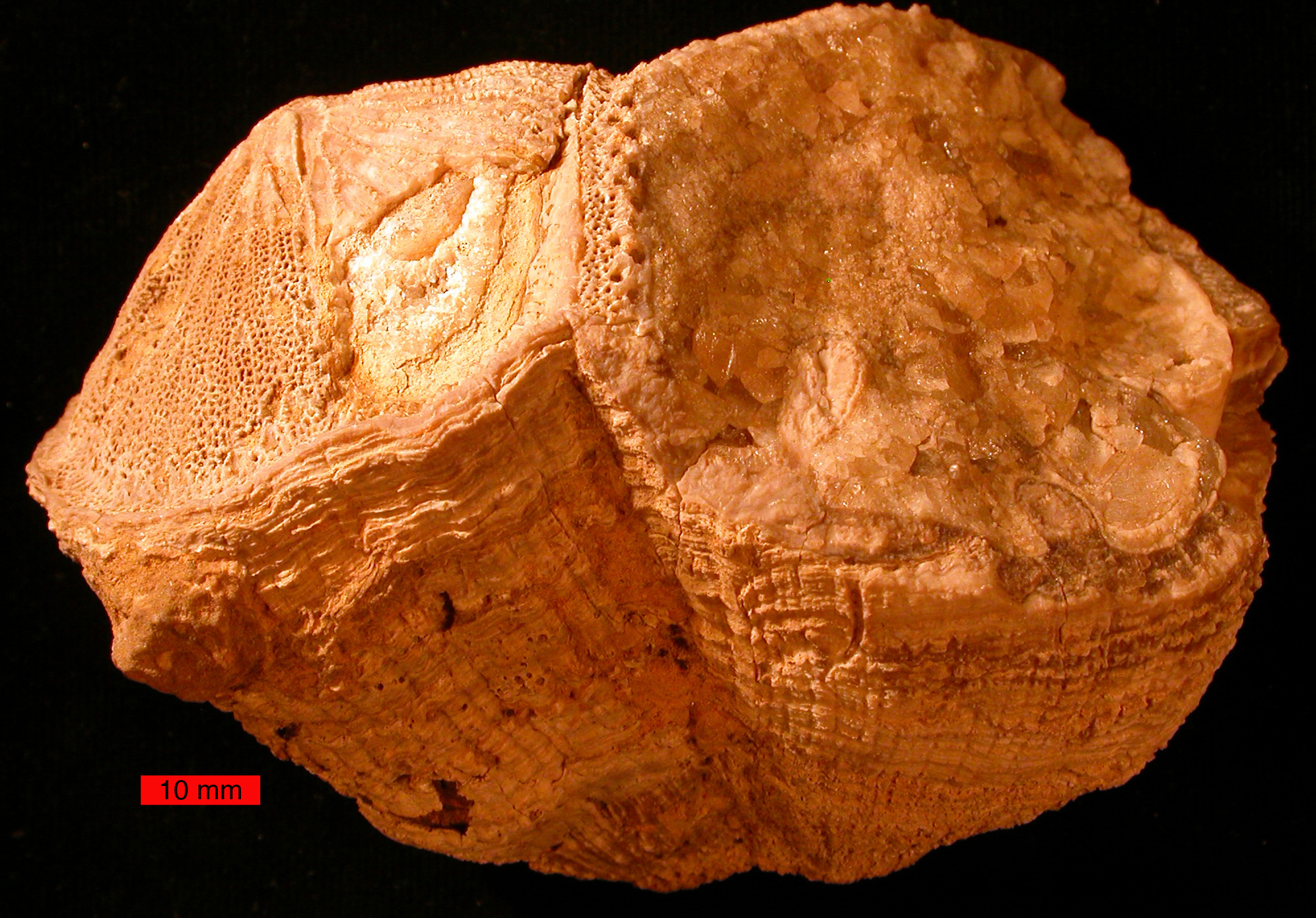
Kréta időszaki rudista kagylók az ománi hegyekben, az Egyesült Arab Emirátusokban. A skálabeosztás 1 centiméter
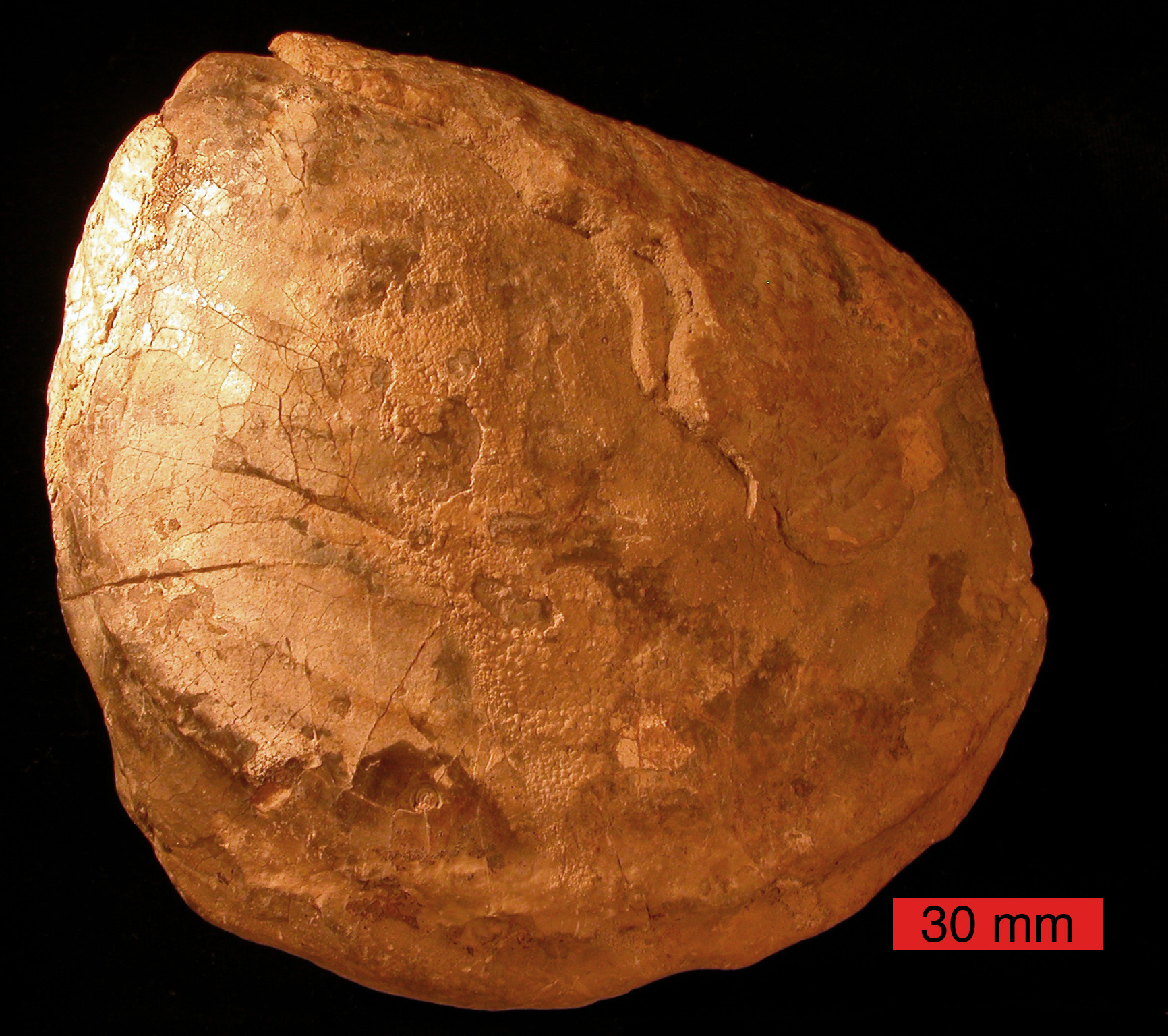
A kréta időszaki Inoceramus Dél-Dakotában talált fosszíliája

## Fordítás
Ez a szócikk részben vagy egészben a Cretaceous című angol Wikipédia-szócikk ezen változatának fordításán alapul.  Az eredeti cikk szerkesztőit annak laptörténete sorolja fel. Ez a jelzés csupán a megfogalmazás eredetét és a szerzői jogokat jelzi, nem szolgál a cikkben szereplő információk forrásmegjelöléseként.